# Quảng Hưng, Quảng Trạch
Quảng Hưng là một xã thuộc huyện Quảng Trạch, tỉnh Quảng Bình, Việt Nam.
Xã Quảng Hưng có diện tích 15,01 km², dân số năm 2019 là 7.679 người, mật độ dân số đạt 512 người/km².